# Chamaecyparis
Genre
Chamaecyparis est un genre de conifères de la famille des Cupressacées, incluant cinq ou six espèces d'arbres. Ces arbres, qui sont très voisins par leurs caractères botaniques des Cupressus, sont souvent appelés « cyprès » ou « faux-cyprès » dans le langage courant.

## Caractéristiques
Ce sont des arbres monoïques de taille moyenne pouvant atteindre au maximum 10 mètres de haut, avec un feuillage squamiforme, organisé en rameaux plats. Les feuilles des plants de moins d'un an sont des épines, qui prennent la forme d'écaille à l'âge adulte. Les cônes mâles sont ovoïdes à oblongues et de couleur jaunes (rarement rouges)comptant 2 à 4 anthères par étamine. Les fleurs femelles sont petites et globulaires. Les cônes sont ovales ou globuleux, avec six à quatorze écailles organisées en paires opposées décussées, chaque écaille portant deux à quatre petites graines.
Les espèces de Chamaecyparis sont très semblables aux thuyas, mais ils s'en distinguent par leur cônes et leur flèche souple et retombante.

## Taxonomie et classification
Le nom générique Chamaecyparis est formé de deux mots grecs, χαμαί, chamai, « à terre », et κυπάρισσος, cyparissos, le « cyprès ». À noter qu'en grec ancien, Chamaecyparissos, littéralement cyprès nain, désignait chez les Anciens la santoline. Les espèces de Chamaecyparis ne sont pas spécialement près du sol, certaines espèces, comme le Cyprès de Lawson peuvent atteindre soixante mètres de haut.
Selon les auteurs, Chamaecyparis taiwanensis est classé comme une espèce distincte ou comme une variété de Chamaecyparis obtusa.
Le cyprès de Nootka, Chamaecyparis nootkatensis, a été transféré (2005) dans un autre genre, Xanthocyparis, sous le nom de Xanthocyparis nootkatensis, sur la base de données génétiques et morphologiques. Cette espèce avait été décrite initialement par David Don, en 1824, sous le nom de Cupressus nootkatensis.
Le Bois de Siam (Fokienia hodginsii) est parfois placé dans le genre Chamaecyparis.

### Liste des espèces
- Chamaecyparis formosensis Matsum.
- Chamaecyparis lawsoniana (A. Murray) Parl., le cyprès de Lawson
- Chamaecyparis obtusa Nana gracilis (Siebold & Zucc.) Endl., le cyprès du Japon ou hinoki faux-cyprès
- Chamaecyparis pisifera (Siebold & Zucc.) Endl., le cyprès de Sawara
- Chamaecyparis taiwanensis (Chamaecyparis obtusa var. formosana (Hayata) Rehder)
- Chamaecyparis thyoides (L.) Britton et al., le faux thuya

## Écologie
Certains faux-cyprès, comme C. thyoides, pousse dans les marais d'eau douce, les tourbières, les dépressions humides et le long des cours d'eau.

## Utilisation
Les espèces de Chamaecyparis sont très cultivés comme plantes d'ornement, notamment le faux-cyprès de Lawson. Supportant bien la taille, ce dernier est très souvent employé pour constituer des haies denses et toujours vertes. De très nombreux cultivars ont été sélectionnés, notamment des formes naines adaptées aux jardins de rocaille.
Les espèces de Chamaecyparis se cultivent aussi en tant que bonsaïs.

## Horticulture
Dans les jardins ornementaux, les faux-cyprès poussent bien dans les emplacements ensoleillés, dans un sol riche, bien drainé et légèrement humide. Ils affectionnent les climats tempérés et un taux d'humidité élevé. Ils doivent être protégés des vents desséchants.
En général, la germination est difficile en raison de la piètre qualité des semences et des nombreux facteurs inhibiteurs de la germination. En moyenne, le temps de germination est de 30 à 90 jours, à 41F. La multiplication s'effectue principalement pas bouture ligneuse ou herbacée. Les espèces les plus récalcitrantes à la multiplication végétative sont simplement greffées.
En général, les faux-cyprès sont peu attaqués par les parasites. Ils sont touchés par la brûlure phomopsienne du genévrier (Phomopsis juniperovora), les balais de sorcières et la pourriture des racines. Les espèces de Chamaecyparis sont les hôtes des larves de certains lépidoptères, dont la Noctuelle du pin (Panolis flammea).